# Mark Joffe
Mark Joffe est un réalisateur australien de cinéma et de télévision, né en 1956 à Polotsk, dans l'actuelle Biélorussie, alors en URSS.

## Biographie
Il apprend son métier de réalisateur au sein de la société australienne Crawford Productions (en), en travaillant sur différentes séries télévisées, notamment comme assistant réalisateur sur Skyways (en). Ses premières réalisations majeures sont les séries Carson's Law (en) et Les Voisins, ainsi que la mini-série The Great Bookie Robbery en 1986, pour laquelle il reçoit un prix de l'Australian Film Institute.
Il accepte de réaliser le film américain-irlandais L'Entremetteur (The MatchMaker) après avoir obtenu la réécriture du scénario par le scénariste irlandais Graham Linehan.

## Filmographie

### Cinéma
- 1988 : Grievous Bodily Harm (en)
- 1992 : Spotswood
- 1996 : Cosi (en)
- 1997 : L'Entremetteur (The MatchMaker)
- 2001 : The Man Who Sued God
- 2018 : Working Class Boy (en) (documentaire sur Jimmy Barnes)

### Télévision
- 1981 : Holiday Island (en) - 3 épisodes
- 1983 : Skin Deep (téléfilm)
- 1983-1984 : Carson's Law (en) - 29 épisodes
- 1985 : Special Squad - 1 épisode
- 1985 : Les Voisins (Neighbours) - 10 épisodes
- 1985 : The Fast Lane
- 1986 : The Great Bookie Robbery (mini-série) - 2 épisodes
- 1987 : A Day in the Life of Barry Humphries (téléfilm documentaire sur Barry Humphries)
- 1987 : Watch the Shadows Dance (en) (ou Nightmaster) (téléfilm)
- 1989 : Shadow of the Cobra (en) (mini-série) - 2 épisodes
- 1990 : More Winners: Boy Soldiers (téléfilm)
- 2011 : Wild Boys (en) - 2 épisodes
- 2012 : Dripping in Chocolate (téléfilm)
- 2013-2017 : A Place to Call Home  - 12 épisodes
- 2015 : The House of Hancock (en) - 2 épisodes
- 2016 : Love Child- 2 épisodes
- 2016-2018 : Jack Irish - 4 épisodes
- 2017 : House of Bond - 2 épisodes
- 2020 : Halifax: Retribution - 1 épisode
- 2020 : Lindy Chamberlain: The True Story (mini-série) - 2 épisodes
- 2022 : The Twelve (mini-série)

### Clips
- 1987 : He's Gonna Step on You Again de Chantoozies (en)
- 1987 : Crazy de Icehouse

## Distinctions

### Récompenses
- Australian Film Institute Awards 1987 : meilleure réalisation d'une mini-série pour The Great Bookie Robbery (partagée avec Marcus Cole)
- Festival international du film pour enfants de Chicago (en) 1991 : Prix de la paix pour More Winners: Boy Soldiers[1]